# 相模女子大学幼稚部
認定こども園相模女子大学幼稚部（にんていこどもえんさがみじょしだいがくようちぶ、英字表示：Sagami Women's University Kindergarten）は、神奈川県相模原市南区文京二丁目に所在する私立の認定こども園。共学。園児の約4分の1が相模女子大学小学部に進学する。

## 沿革
- 1900年 - 日本女学校設立（東京府東京市本郷区龍岡町）
- 1903年 - 日本女学校附属幼稚園を開設
- 1930年 - 帝国女子専門学校として統合
- 1950年 - 幼稚部開設
- 2000年 - 幼稚部開校50周年記念式典・祝賀会挙行
- 2016年 - 幼稚部を廃止し、認定こども園を設置。

## 教育理念

### 建学の精神
- 高潔善美

### 教育目標
- 健康
- 創造
- 表現
- 自立

## 交通
- 小田急小田原線・小田急江ノ島線の相模大野駅より大学正門まで徒歩10分。

## その他付属施設

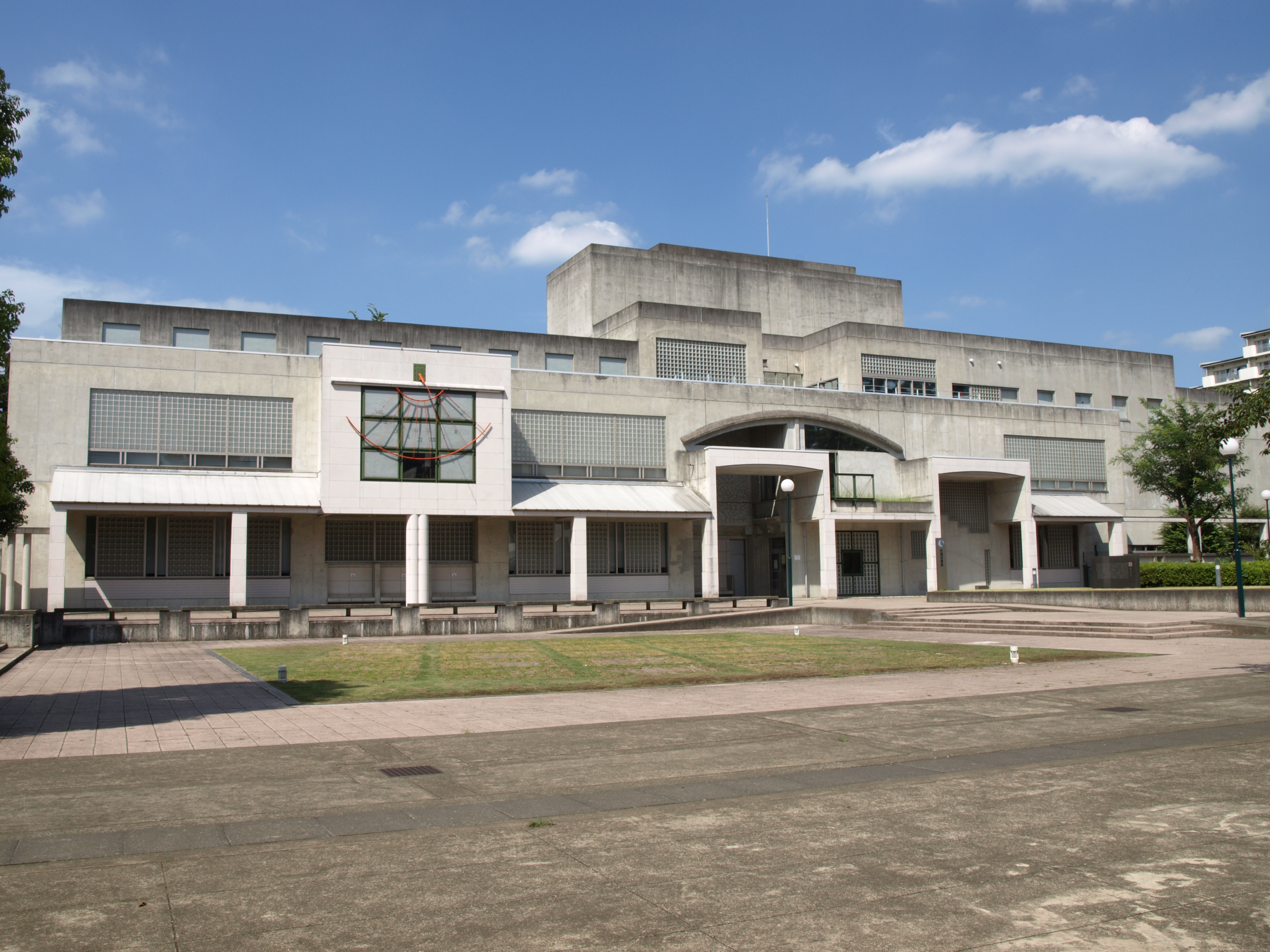
付属図書館

- 相模女子大学
- 相模女子大学付属図書館
- 相模女子大学中学部・高等部
- 相模女子大学小学部